# Peanutball

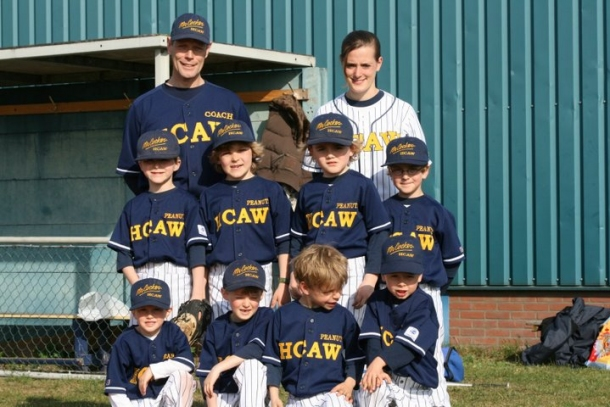
Peanutballteam HCAW

Peanutball (ook wel Peanutbal genoemd) is een sport die gerelateerd is aan honk- en softbal. Het werd in Nederland gespeeld door kinderen van zes tot negen jaar en was de voorbereiding op honkbal en slagbal en softbal, tot 2009 toen het vervangen werd door beeball.

## Regels
Omdat de spelers en speelsters vanuit de peanuts (zoals de spelers van peanutball worden genoemd) doorstromen naar honk- en softbal, zijn de regels van het spel gebaseerd op die sporten. Net als honk- en softbal wordt er gespeeld met vier honken, een thuisplaat, een team in het veld en een team aan slag.
Grootste verschil zit hem in het slaan. Daar waarbij honk- en softbal sprake is van een pitcher die de bal aangooit, slaat een peanut de bal van een paaltje. De wat betere spelers slaan een bal die wordt opgegooid (getost) door een coach.

## Spelers
De sport wordt gespeeld in jongensteams, meisjesteams en gemengde teams. De spelers mogen tot het jaar waarin ze negen worden bij de peanuts spelen. De minimumleeftijd is zes jaar, maar die is niet heel strikt. Soms doen kinderen van vijf al mee en bij sommige verenigingen ook al vanaf vier jaar.

## Bond
Net als honk-, soft- en beeball valt peanutbal onder de Koninklijke Nederlandse Base- en SoftBall bond (KNBSB). Spelers moeten via hun vereniging lid worden van de KNBSB die de peanutbalcompetitie jaarlijks organiseerde tot 2011.